# JTB娛樂
JTB Entertainment（日语：JTBエンタテインメント）是旅行社株式會社JTB的關係企業「株式會社JTB Next Creation」營運的日本演藝事務所。主要管理聲優和藝人，管理活動和粉絲俱樂部。
與編劇、劇作家、演出家吉村悠的劇団東京High Beam一起營運。

## 沿革
- 2007年6月12日：旅行社JTB的關係企業進入演藝行業而設立。從設立至2011年為止以「株式會社JTB法人東京」營運[注 1]。同時開設了培育聲優的學校JTB Entertainment Academy。
- 2011年：集團業務轉移至JTB通訊（現為JTB通訊設計）。
- 2015年4月：開始動畫作品的聲音製作業務。
- 2016年4月1日：因JTB集團重組整合，營運公司更名為JTB通訊設計。
- 2018年4月1日：成立JTB Next Creation作為JTB通訊設計的子公司，並移交聲優辦公室、聲優培訓學校、聲音製作業務[1]。

## 所屬聲優

### 男性
- 石山智規
- 竹內想（日语：竹内想）
- 中田章人
- 飯田拓見
- 牧野遼生
- 町田廣和（日语：町田広和）

### 女性
- 角川早織
- 齋藤楓子
- 西森梨花
- 春木宏水（日语：春木宏水）
- 丸塚香奈
- 三浦小季（日语：三浦小季）
- 元吉茉莉花
- 森岡由花（日语：森岡由花）
- 八重畑由希音

### Junior
- 大賀真帆
- 乙部真衣
- 甲斐郁美
- 佐藤宗
- 西聖奈
- 末廣美見
- 廣瀨亞梨沙
- 福地萌水
- 山田祐也
- 山根俊介

## 所屬藝人
- 工藤妃菜喜（日语：工藤ひなき）
- 小凛
- 高梨臨（業務提攜）

## 過往所屬主要聲優、藝人

### 男性
- 栗山拓也（日语：栗山拓也）
- 小林正典（自由職業）
- 酒井俊輔（日语：酒井俊輔 (声優)）（自由職業）
- 椎江將志
- 霜月紫（日语：霜月紫）（現所屬：Across Entertainment）
- 富田貴洋（日语：富田貴洋）
- 森田修二朗
- 渡邊和貴（日语：渡辺和貴）（現所屬：Office pilote（日语：オフィスぴろっと））
- 遠藤廣之（日语：遠藤広之）（現所屬：EARLY WING）

### 女性
- 愛川菜帆（舊名：中村菜穗，自由職業）
- 葵由莉（日语：葵ゆり）（舊名：橫山由莉）
- 青木萬央（日语：あおきまお）（自由職業）
- 旭優奈（日语：旭優奈）（引退）
- 荒浪和沙（現所屬：BloomZ（代表））
- 飯塚麻結（現所屬：Sunmusic Production（日语：サンミュージックプロダクション））
- 石川久留美
- 內田彩（現所屬：Across Entertainment）
- 緒方惠美（現所屬：Breathe Arts（代表））
- 貴島綾子
- 北村真理奈（現所屬：Platinum Music & Entertainment）
- 楠田亞衣奈（現所屬：Just Production（日语：ジャストプロ））
- 楠浩子（現所屬：LEOPARD STEEL（日语：レオパード・スティール））
- 後藤香織（日语：後藤香織 (声優)）
- 後藤萌（現所屬：phiomn entertainment）
- 權藤志織（現所屬：minoris （页面存档备份，存于））
- 鹽野安莉（引退）
- 武石步實（現所屬：amuleto）
- 高橋夏季
- 田中音緒（現所屬：Crocodile）
- 更紗
- 七瀨亞深（日语：七瀬亜深）（自由職業）
- 澤秋瑠（自由職業）
- 久留裕（舊名：久留裕子，自由職業）
- 藤井詩繪里
- 堀川楓（日语：堀川かえで）（現所屬：LEOPARD STEEL）
- 森美穂（自由職業）
- 守屋真結
- 山口理惠（移籍81 Produce之後引退）
- 山口立花子（現所屬：Sunmusic Production）
- 吉岡沙知（自由職業）
- 和井瑞希（現所屬：Across Entertainment）
- 渡部優衣（現所屬：dandelion）

## 音響製作作品
- 黏黏糊糊角質君 (第2期)
- Million Doll
- 政宗DATENICLE（日语：政宗ダテニクル）
- 終末的伊澤塔
- 小書痴的下剋上：為了成為圖書管理員不擇手段！
- 怪物事變

## 腳註

## 外部連結
- JTB Next Creation （页面存档备份，存于） （日語）